# Sándor Major
Sándor Major (ur. 31 lipca 1965 w Budapeszcie) – węgierski zapaśnik walczący w stylu klasycznym. Olimpijczyk z Seulu 1988, gdzie odpadł w eliminacjach w kategorii 90 kg.
Srebrny medalista mistrzostw świata w 1987 i 1990. Wicemistrz Europy w 1988 i trzeci w 1991. Piąty w Pucharze Świata w 1993 roku.
- Turniej w Seulu 1988

Pokonał Eom Jin-hana z Korei Południowej i Olafa Koschnitzke z NRD, a przegrał z Harri Koskelą z Finlandii i Władimirem Popowem z ZSRR